# Lamponella wyandotte
Lamponella wyandotte là một loài nhện trong họ Lamponidae. Loài này được phát hiện ở Queensland.